# 明所視

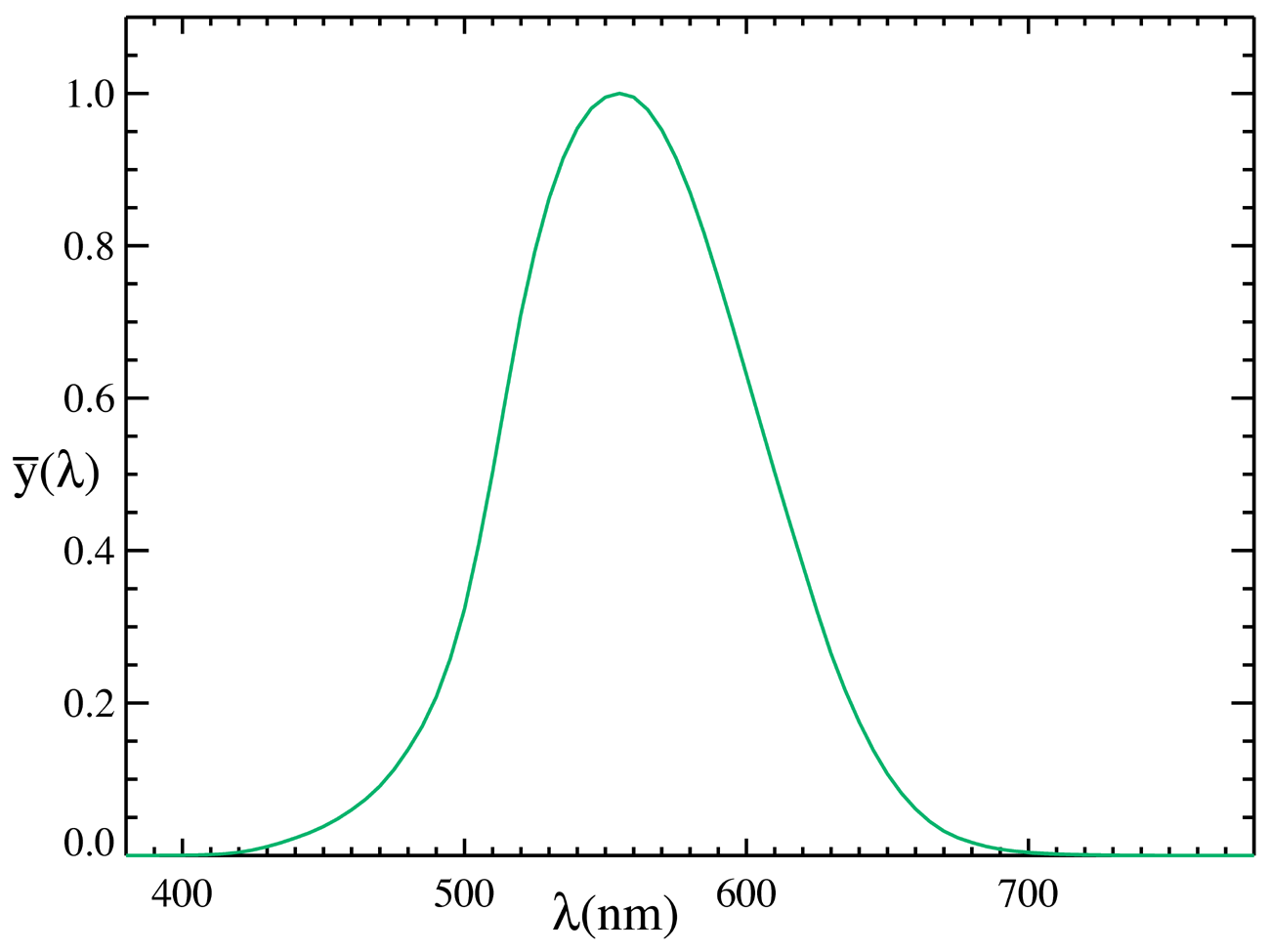
CIE 1931明所視の標準分光視感効率関数。横軸は波長を表し、単位はnm。

明所視（めいしょし, 英: photopic vision）とは、光量が充分にある状況での、視覚の状態のこと。

## 明所視 / 暗所視 / 薄明視
ヒトの目の網膜には、光量の高いレベルで働く錐体細胞と、光量の低いレベルで働く高感度の桿体細胞という、2種類の視細胞がある。光量が充分にある状況では、錐体のみが働き、桿体は視覚に寄与しない。このような明るいレベルでの視覚の状態を明所視と呼び、桿体のみが働く暗いレベルでの視覚の状態を暗所視（あんしょし, 英: scotopic vision）と呼ぶ。明所視と暗所視の中間の、錐体も桿体も働くような光量レベルでの視覚の状態は薄明視（はくめいし, 英: mesopic vision）と呼ぶ。

## 明所視

正規化されたヒトの錐体細胞 (S, M, L) の分光応答度

ヒトや多くの動物では、明所視では色覚が可能であり、これは錐体細胞の働きによる。
ヒトには波長に対して異なる応答をする3種類の錐体細胞があり、L錐体、M錐体、S錐体と呼ばれている。感度のピークはS錐体が440nm付近、M錐体が540nm付近、L錐体が560nm付近とされる。また、その視物質は吸光波長のピークをS錐体が420nm、M錐体が534nm、L錐体が564nmにあるとされる。錐体の感度は互いに重なり合い、可視光スペクトルを形成している。明所視での最大視感度は555 nm(緑)での683 lm/Wである。